# Infront Sports & Media
Infront Sports & Media è un'azienda di marketing per lo sport con sede a Zugo in Svizzera. La compagnia gestisce i diritti di marketing e mediatici di eventi sportivi internazionali, federazioni sportive e fornisce anche servizi come pubblicità, sponsorizzazioni e ospitalità. Rappresenta tutte e sette le federazioni sportive olimpiche invernali, diverse organizzazioni sportive estive e gestisce i diritti mediatici degli eventi della Coppa del mondo di sci. Infront, creata alla fine del 2002 attraverso l'integrazione di CWL, Prisma e KirchSportAG, ha 25 uffici che appartengono a diverse filiali divise per regione geografica.

## Storia
Infront Sports & Media è stata fondata nell'ottobre 2002 allo scopo di consentire la trasmissione televisiva e radiofonica della Coppa del Mondo FIFA 2002. La compagnia nacque dalla fusione di due compagnie di marketing già esistenti e con sede in Svizzera, CWL e Prisma Sports & Media. Sebbene nata come compagnia rivolta alla promozione di eventi calcistici nel 2005 Infront perde gran parte del business legato alla FIFA. Per questa ragione la compagnia diversifica le sue aree di interesse. Oggi Infront è suddivisa in sport estivi e in sport invernali, ricalcando la divisione dei Giochi Olimpici, oltre ad avere unità dedicate al calcio, endurance e media production.
Fino al 2011 era detenuta da diversi azionisti ma nel settembre dello stesso anno il fondo europeo di private equity Bridgepoint ne rileva la proprietà. Nel febbraio 2015 la conglomerata cinese Dalian Wanda si aggiudica la possibilità di acquistare Infront per oltre un miliardo di euro. Nel novembre 2015 viene annunciato il nuovo nome della compagnia, Wanda Sports, e la sua inclusione nella World Triathlon Corporation.

Logo fino al 2017